# 987

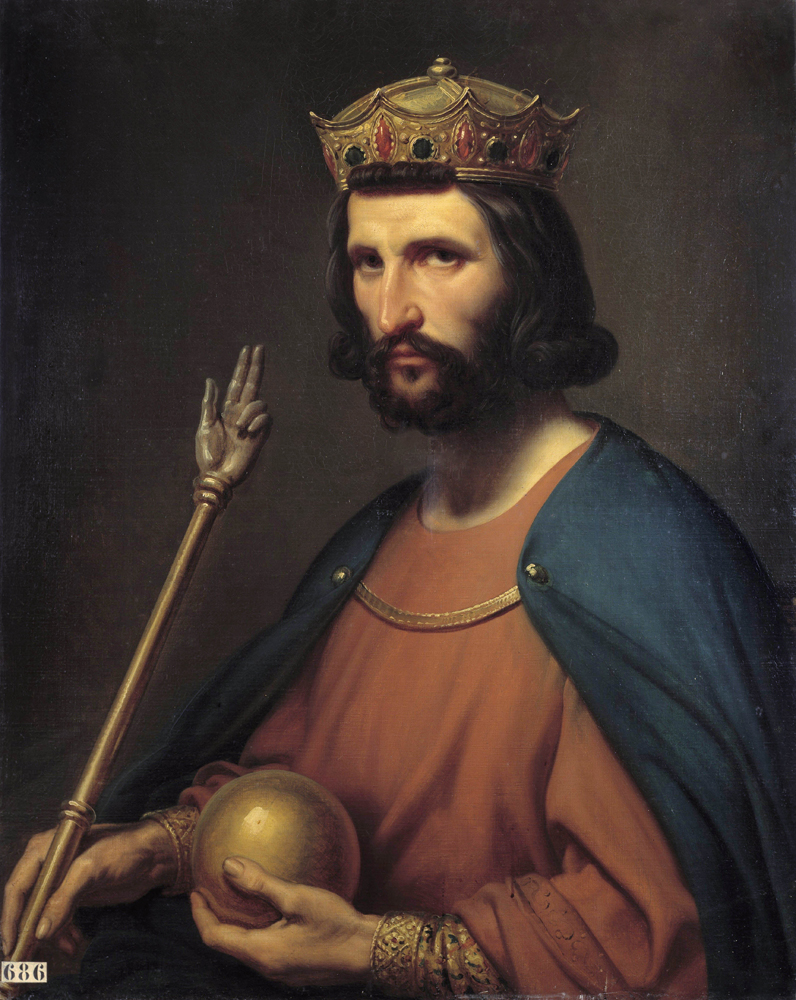
Portret van koning Hugo Capet (941 - 996)

Het jaar 987 is het 87e jaar in de 10e eeuw volgens de christelijke jaartelling.

## Gebeurtenissen

### Byzantijnse Rijk
- 7 februari - Bardas Phokas ("de Jongere") begint een opstand tegen keizer Basileios II (de "Bulgarendoder"). Hij overrompelt Anatolië en roept zichzelf uit tot keizer. Bardas maakt plannen om de Dardanellen te blokkeren met een deel van zijn leger. Terwijl de andere helft richting de Aziatische kust van de Dardanellen trekt. Ondertussen vraagt Basileios om militaire steun van Vladimir I ("de Grote"), heerser van het Kievse Rijk – die ermee instemt om hem te helpen. Hij stuurt Basileios een Varangiaans expeditieleger (ongeveer 6.000 man).[1]

### Europa
- 22 mei - Koning Lodewijk V ("de Nietsdoener") overlijdt tijdens een jachtongeval in Picardië. Zijn plotseling overlijden op 20-jarige leeftijd maakt een einde aan de Karolingische dynastie – gesticht door Karel de Grote (zie 800). Lodewijk's oom, Karel van Neder-Lotharingen, maakt aanspraak op de troon. Als vazal van koning Otto III weigeren de Frankische edelen om hem te installeren als nieuwe heerser.[2]
- 3 juli - Hugo Capet, graaf van Parijs, wordt door de Franse adel gekozen en door aartsbisschop Adalbero van Reims in Noyon gekroond tot koning van Frankrijk. Hij wordt de eerste koning van de Capetiaanse dynastie – die het koninkrijk regeert tot 1328. Keizerin Theophanu leidt een expeditie naar Neder-Lotharingen, om ervoor te zorgen dat het gebied deel blijft uitmaken van het Heilige Roomse Rijk.[3]
- Almanzor, de de facto heerser van Al-Andalus, verovert de stad Coimbra. De Andalusische overheersing in het noorden van Portugal leidt tot de onderwerping van de adel aan het kalifaat van Córdoba. Het illustreert ook het beperkte vermogen van de moslims om deze afgelegen gebieden opnieuw te bevolken of op zijn minst direct te besturen.[4]
- 30 december - De 15-jarige Robert, de zoon van Hugo Capet, wordt in Orléans tot medekoning van Frankrijk gekroond. Na de kroning, neemt Robert samen met zijn vader sommige koninklijke taken op zich en woont hij synodes van bisschoppen bij om kerkelijke zaken met hen te bespreken.[5]

### Meso-Amerika
- Topiltzin Ce Acatl Quetzalcoatl, een Tolteekse heerser komt aan de macht in Chichén Itzá. Dit wordt gezien als de stichtingstijd van de stad. Volgens sommige bronnen bestaat de stad al eerder (waarschijnlijke datum).[6]

### Religie
- De Mezquita, de kathedraal van Córdoba, wordt uitgebreid en bereikt zijn huidige grootte.
- Eerste schriftelijke vermelding van de stadswijk Sant Gervasi de Cassoles in Catalonië.[7]

## Overleden
- 10 januari - Pietro I (59), doge van Venetië en heilige (r. 976 - 978)[8]
- 30 maart - Arnulf II ("de Jongere"), graaf van Vlaanderen (r. 962 - 987)
- 22 mei - Lodewijk V ("de Nietsdoener") (20), koning van West-Francië
- 21 juli - Godfried I ("Grauwhemd") (49), graaf van Anjou (r. 958 - 987)
- 8 september - Albert I ("de Vrome"), graaf van Vermandois (r. 946 - 987)